# Raffiolini
I raffiolini o raffiolino o graffiolino sono un biscotto tipo savoiardo tipico nisseno, caratteristico perché venduto incollato alla carta da forno con la quale viene cotto.
Vengono chiamati dolci dei malati per la loro leggerezza.

## Preparazione
Uova, zucchero; farina 00 o di grani duri antichi siciliani come il russello e il timilia.
La leggerezza e il volume notevole dei singoli biscotti sono determinate dalla lavorazione molto attenta dell'albume d'uovo aggiunto alla fine nell'impasto (Vedi foto).
Una volta sistemato l'impasto a strisce parallele sulla carta da forno va spolverato con zucchero semolato e zucchero a velo.
Vanno cotti al forno a 225° per 5 minuti.

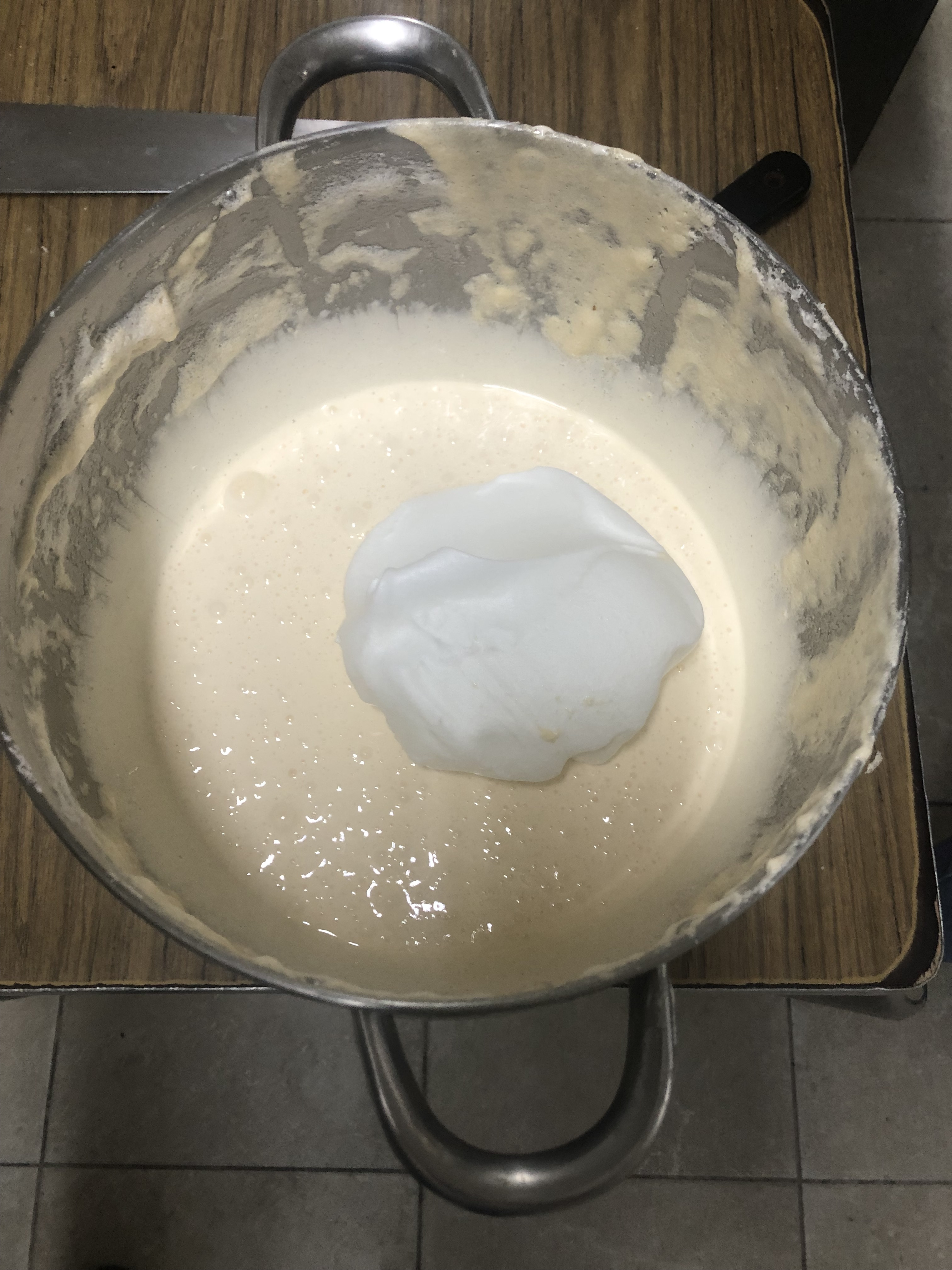
L'albume aggiunto alla fine
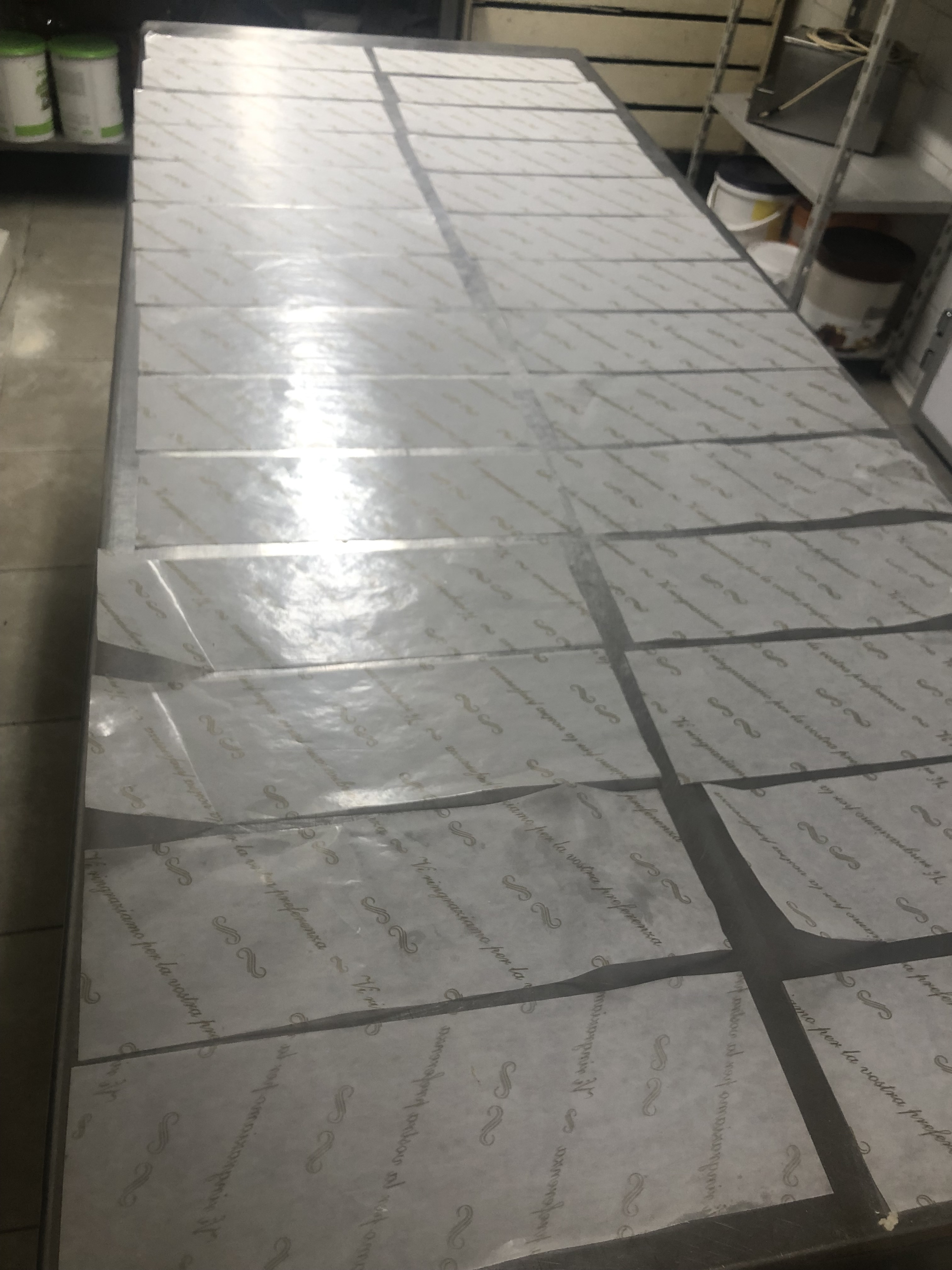
Le strisce pronte per ricevere l'impasto
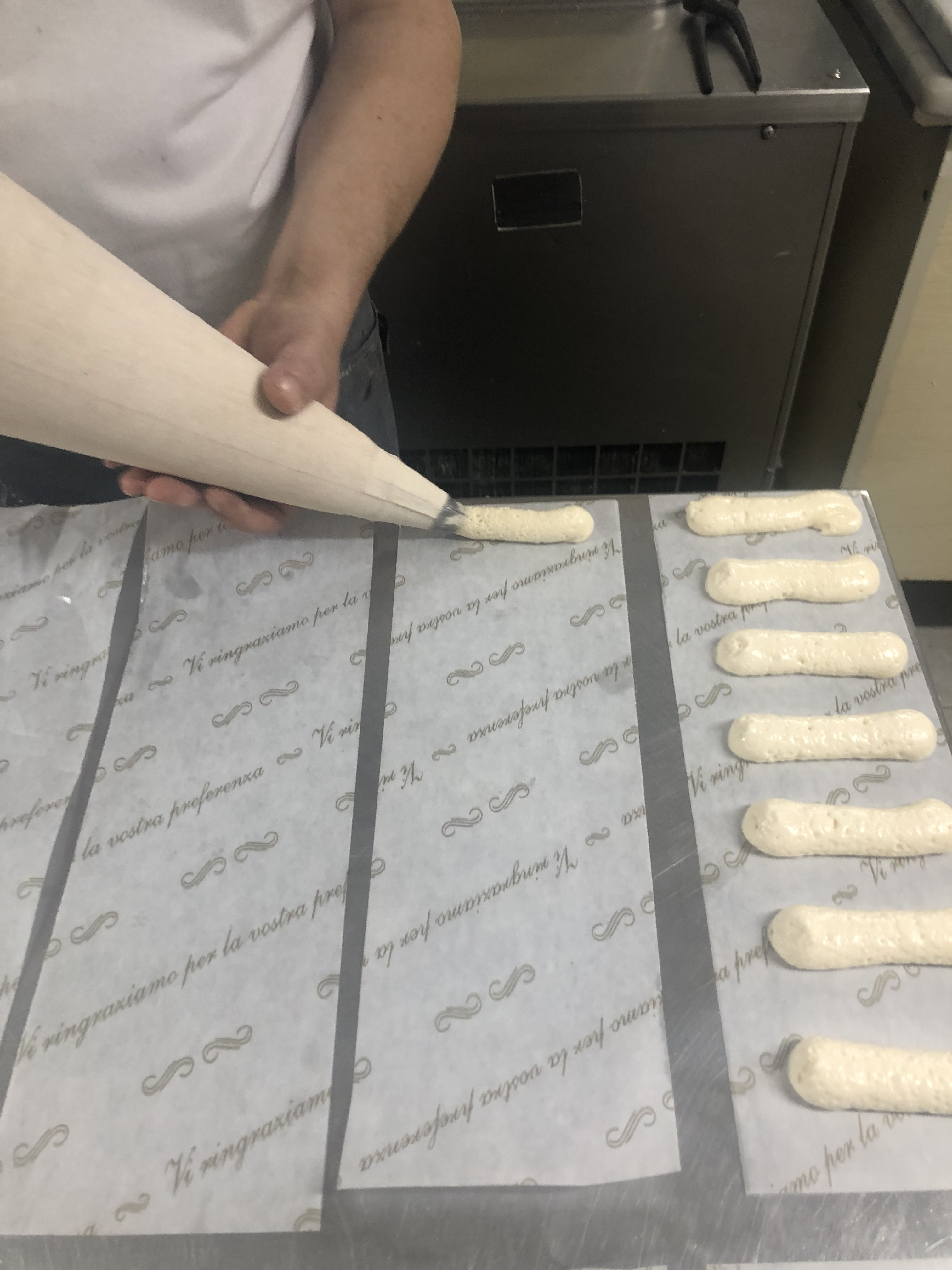
Stesa dell'impasto sulle strisce, da 5 a 7 biscotti per striscia
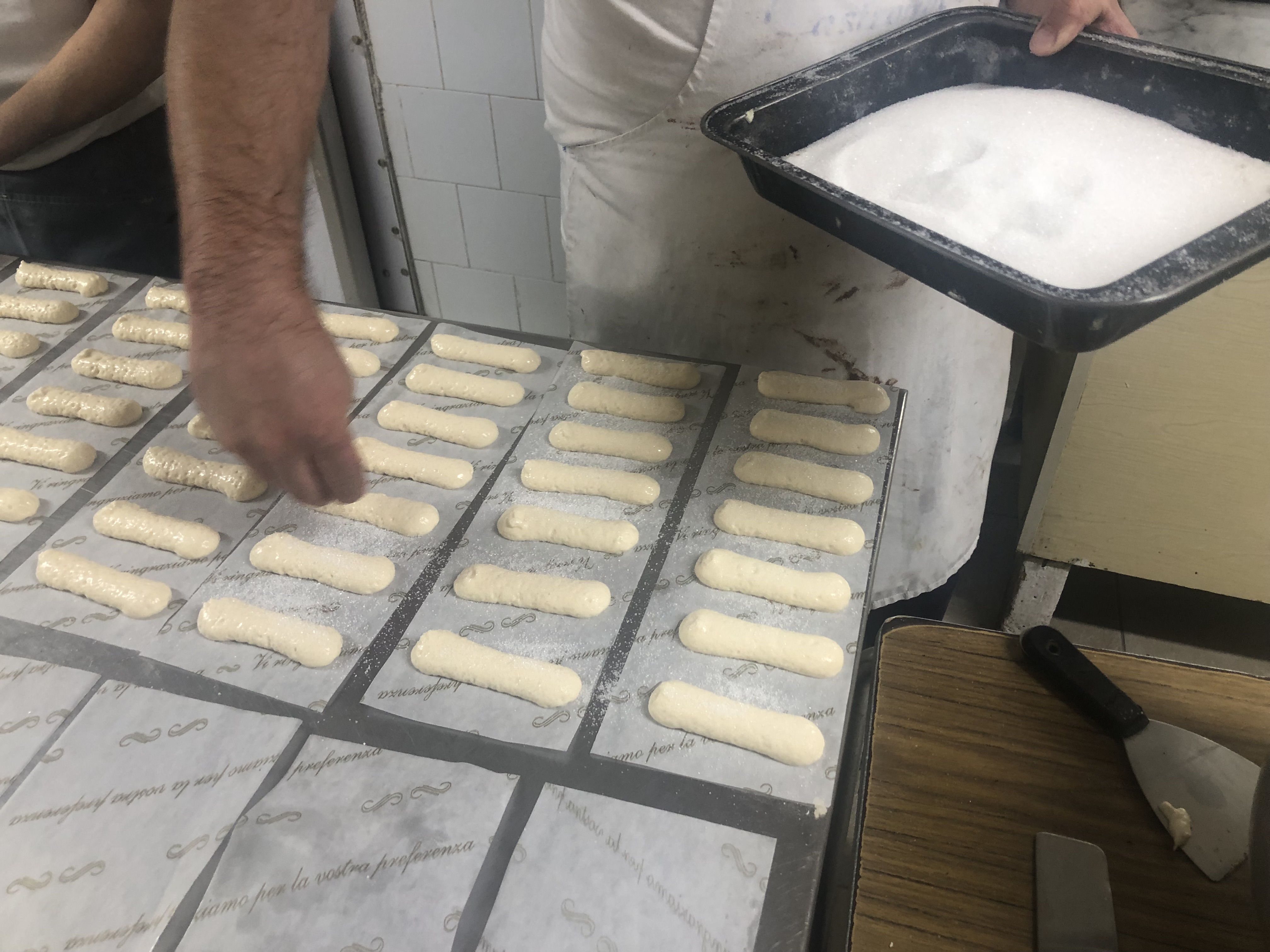
Aggiunta dello zucchero semolato
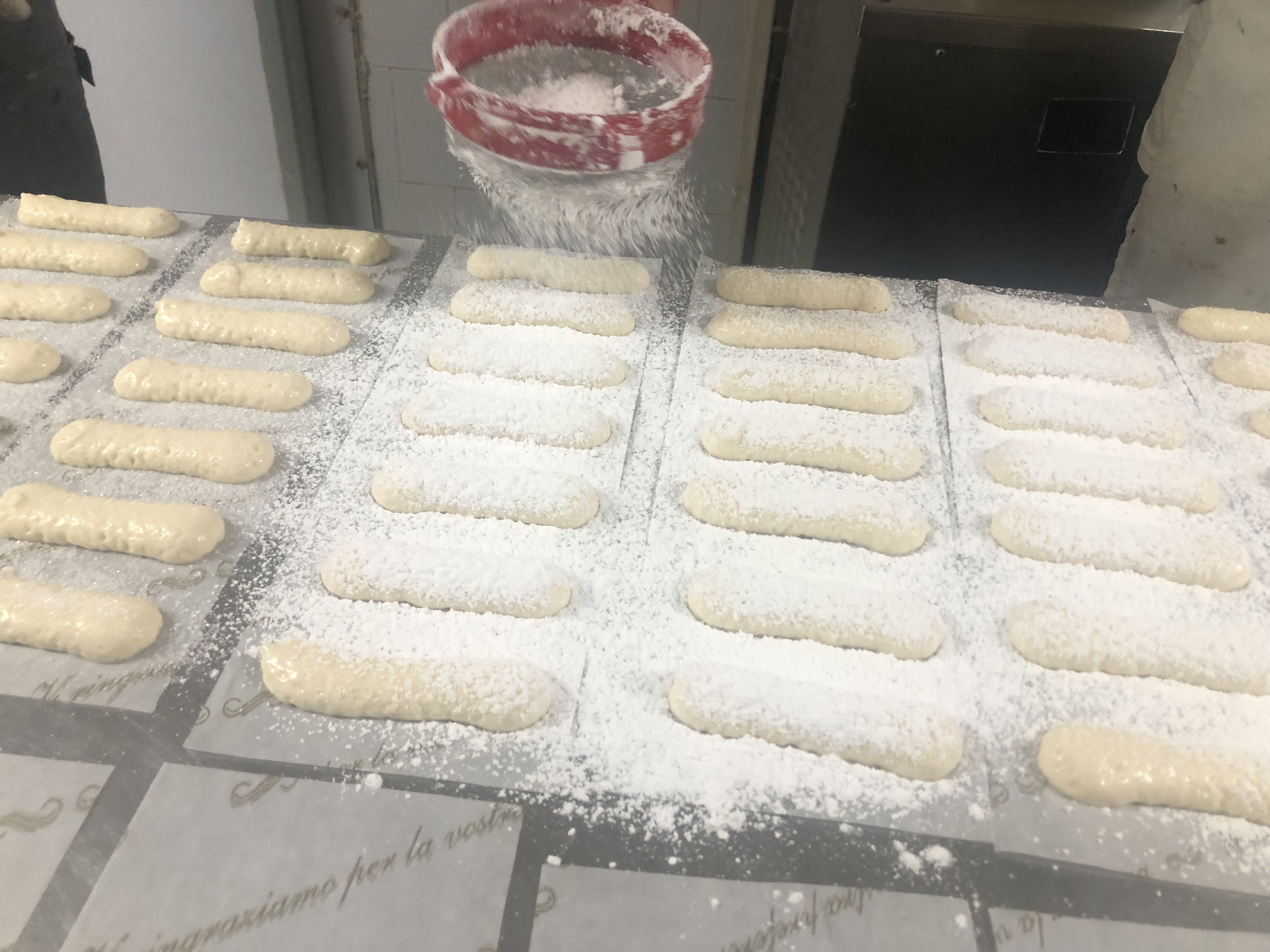
Aggiunta dello zucchero a velo
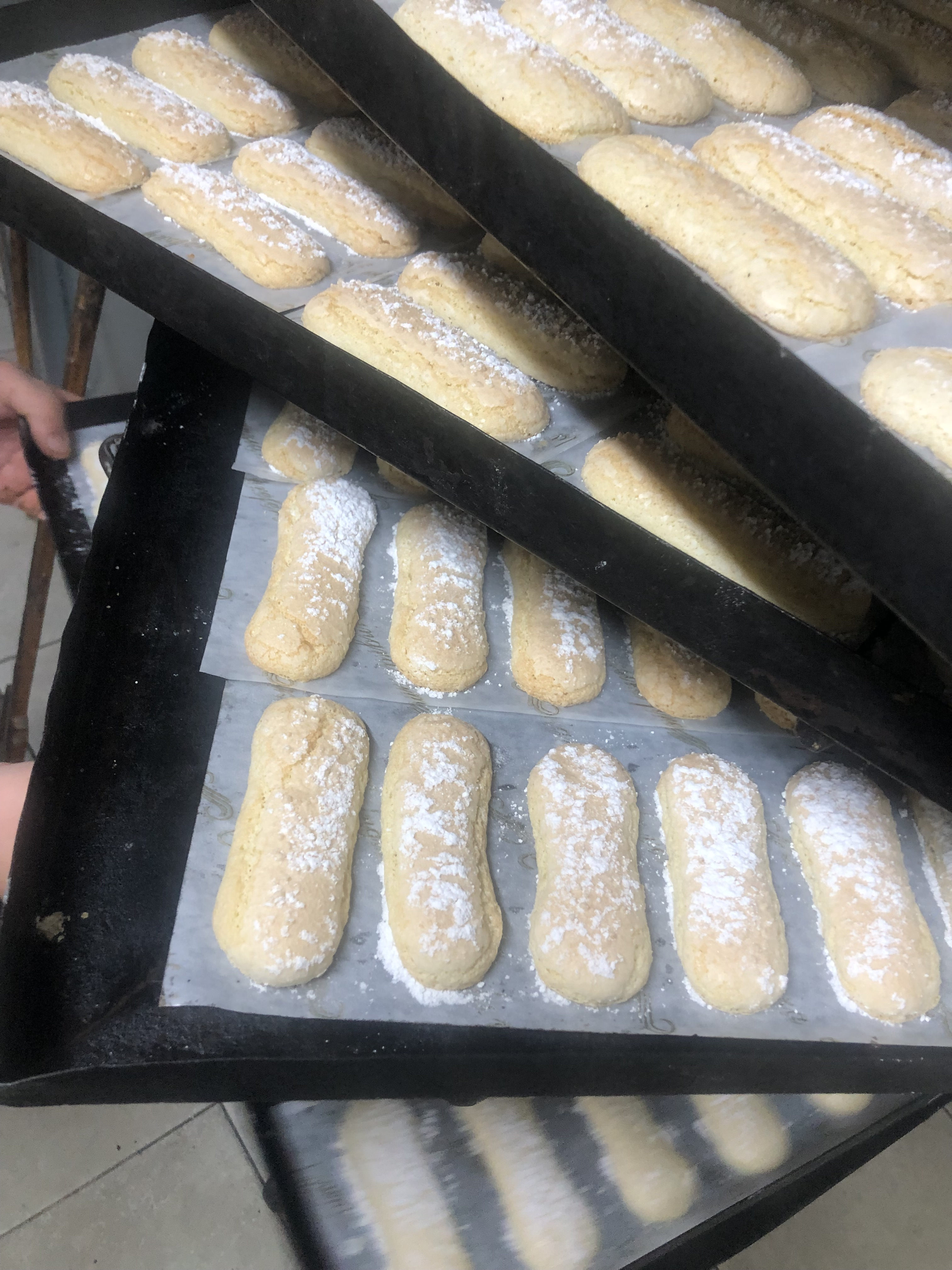
Appena sfornati